# Ceratozamia huastecorum
Ceratozamia huastecorum S.Avendaño, Vovides & Cast.-Campos, 2003 è una pianta appartenente alla famiglia delle Zamiaceae, endemica del Messico.
L'epiteto specifico è un omaggio agli Huaxtechi, un'antica popolazione indigena che un tempo abitava l'odierna regione messicana della Huasteca.

## Descrizione
È una cicade di piccola taglia, con fusto in gran parte sotterraneo, lungo 10–15 cm, non ramificato, ricoperto dalle basi foliari e da catafilli bruno-rossastri, densamente tomentosi.

Le foglie, da 3 a 5, lunghe 50–70 cm, sono disposte a corona all'apice del fusto, e sono  formate da 15-30 foglioline lanceolate, di consistenza coriacea, prive di venatura centrale. 

È una specie dioica con coni maschili verdastri, conico-fusiformi, lunghi circa 16 cm, peduncolati, e coni femminili di colore verde-oliva, cilindrici o globosi, lunghi circa 13 cm  e con 5 cm di diametro. I microsporofilli e i macrosporofilli presentano all'apice le tipiche protuberanze cornee del genere Ceratozamia.

I semi, grossolanamente ovoidali, lunghi 1,2 cm, sono ricoperti da un tegumento inizialmente biancastro, bruno a maturità.

## Distribuzione e habitat
L'areale di questa specie è ristretto ad una sola località, con una superficie inferiore ai 10 km², nella regione della Huasteca, nella parte settentrionale dello stato messicano di Veracruz.

L'unica stazione nota si trova in un'area di foresta pluviale a 900–1300 m di altitudine, in ombra parziale, su un substrato di rocce basaltiche, ricco di humus.

## Tassonomia
Ceratozamia huastecorum fa parte del cosiddetto Ceratozamia latifolia species complex, un gruppo di specie con caratteristiche simili che comprende C. latifolia, C. microstrobila, C. decumbens e  C. morettii.

## Conservazione
Per la ristretteza del suo areale e la esiguità della unica popolazione esistente IUCN Red List classifica C. huastecorum come specie in pericolo critico di estinzione (Critically Endangered). La sopravvivenza della specie è minacciata dalla riduzione del suo habitat e dalla raccolta indiscriminata per collezionismo ornamentale.
La specie è inserita nell'Appendice I della Convention on International Trade of Endangered Species (CITES) e ne è vietato il commercio.